# دافيد فلوسر
دافيد فلوسر (بالعبرية: דוד פלוסר) (1917 - 2000) أكاديمي إسرائيلي، تخصص في تاريخ المسيحية المبكر، واليهودية في فترة المعبد الثاني، في الجامعة العبرية في القدس.
حصل على جائزة إسرائيل عام 1980، لمساهماته في دراسة التاريخ اليهودي. 

## حياته
ولد يفيد فلوسر في فيينا في 15 سبتمبر 1917. نشأ في مدينة بشيبرام في منطقة بوهيميا الوسطى في  تشيكوسلوفاكيا. ودرس في جامعة براغ، حيث التقى بالقس جوزيف بيرل، الذي أثار اهتمامه بيسوع والمسيحية.  وعندما كان تلميذًا صغيرًا أرسله والديه إلى مدرسة مسيحية، لكن في فلسطين في أواخر الثلاثينيات أصبح يهوديًا ملتزمًا.
هاجر فلوسر إلى فلسطين تحت الانتداب البريطاني، حيث حصل على الدكتوراه من الجامعة العبرية في القدس عام 1957. درس لاحقًا في قسم الأديان المقارنة لسنوات عديدة، وأشرف على العديد من الرسائل العلمية.
كان دافيد فلوسر ابن عم فيليم فلوسر.
توفي فلوسر في القدس في 15 سبتمبر 2000، في عيد ميلاده الثالث والثمانين. 

## عمله الأكاديمي
كان فلوسر يهوديًا أرثوذكسيًا متدينًا، قام بتطبيق دراسته للتوراة والتلمود على دراسة النصوص اليونانية والرومانية والعربية القديمة، بالإضافة إلى مخطوطات البحر الميت العبرية. وفحص النصوص اليهودية والمسيحية القديمة بحثًا عن أدلة على الجذور اليهودية للمسيحية. وبينما كان يميز بشكل حاسم بين يسوع التاريخي والصورة في الأناجيل والكتابات المسيحية الأخرى، رأى فلوسر أن يسوع يهودي أصيل، أسيء فهمه من قبل أتباعه.

غلاف كتاب "يسوع" بقلم دافيد فلوسر

قال دافيد ساتران، أستاذ الأديان المقارنة في الجامعة العبرية في القدس: «كان الدكتور فلوسر متميزا بإصراره القوي على أن يسوع لم يكن يهوديًا منذ الولادة حتى الموت فحسب، بل أن يسوع لم يفعل شيئًا يمكن تفسيره على أنه تمرد أو التشكيك في المبادئ الأساسية لليهودية في ذلك الوقت». وكان فلوسر ينظر إلى يسوع على أنه «صدوقي» يتمتع ببصيرة روحية قوية و «وعي ذاتي عالٍ».
تابع فلوسر بحثه في وقت ألقى فيه العديد من اليهود باللوم على المسيحية في التسبب بأفكار النازية. وأثناء محاكمته في  إسرائيل، رفض ضابط الجستابو، أدولف أيخمان، أداء القسم على العهد الجديد، وأصر على أنه سيقسم فقط «باسم الله». علق فلوسر في افتتاحية في الجيروزاليم بوست : «لا أعرف من هو الإله الذي أقسم أيخمان باسمه، لكنني متأكد من أنه ليس إله إسرائيل ولا إله الكنيسة المسيحية. يجب أن يتضح الآن لأقوى المعارضين اليهود للمسيحية أن المسيحية في حد ذاتها تفرض قيودًا، وأن أكبر جريمة ضد شعبنا لم تُرتكب باسم الدين المسيحي».
نشر فلوسر أكثر من 1000 مقال بالعبرية والألمانية والإنجليزية ولغات أخرى. ويمكن العثور على نتائج كتاباته الأكاديمية العديدة في كتابه، «يسوع» (1965)، وكتاب «حكيم الجليل» (1998) الذي يعتبر امتدادا لكتاب «يسوع».
كانت إحدى وجهات نظر فلوسر التي كانت مؤثرة خصوصًا في ألمانيا، والتي تبناها ودافع عنها أيضًا يواكيم إرمياس، هي الاقتراح القائل بأن اسم يشو المستخدم ليسوع في التلمود «ليس مسيئًا بأي شكل من الأشكال» ولكنه في الواقع نسخة من اللهجة الجليلية، ومنذ ذلك الحين، وفقًا لفلوسر، وجد الجليليون صعوبة نطق حرف العين الأخير لاسم يشوع. ورأى فلوسر أيضًا (1992) أن بركة همينيم كانت في الأصل إشارة إلى الصدوقيين، وليس المسيحيين اليهود.

## جوائز وتقديرات
كان فلوسر عضوًا في الأكاديمية الإسرائيلية للعلوم والعلوم الإنسانية، وحصل على جائزة إسرائيل عام 1980، لمساهماته في دراسة التاريخ اليهودي.
ووصفه عزا لورانس شيفمان، رئيس قسم سكيربول للدراسات العبرية واليهودية في جامعة نيويورك، بأن له من رواد «الدراسة الحديثة للمسيحية في دولة إسرائيل في سياق علمي».